# Наоми Банкс
Наоми Банкс (англ. Nyomi Banxxx, настоящее имя Amanda Dee; род. 14 октября 1972 года, Чикаго, Иллинойс, США) — американская порноактриса.

## Карьера в порнофильмах
Карьеру в порноиндустрии начала в 2006 году, с 34-летнего возраста. На 2018 год снялась в 234 порнофильмах.

## Интересные факты
- Псевдонимы актрисы: Nyomi, Naomi Bankxx, Nyaomi Banxxx, Naomi Knoxxx, Naomi Banxxx, Naomi Banks, Naomi

## Награды

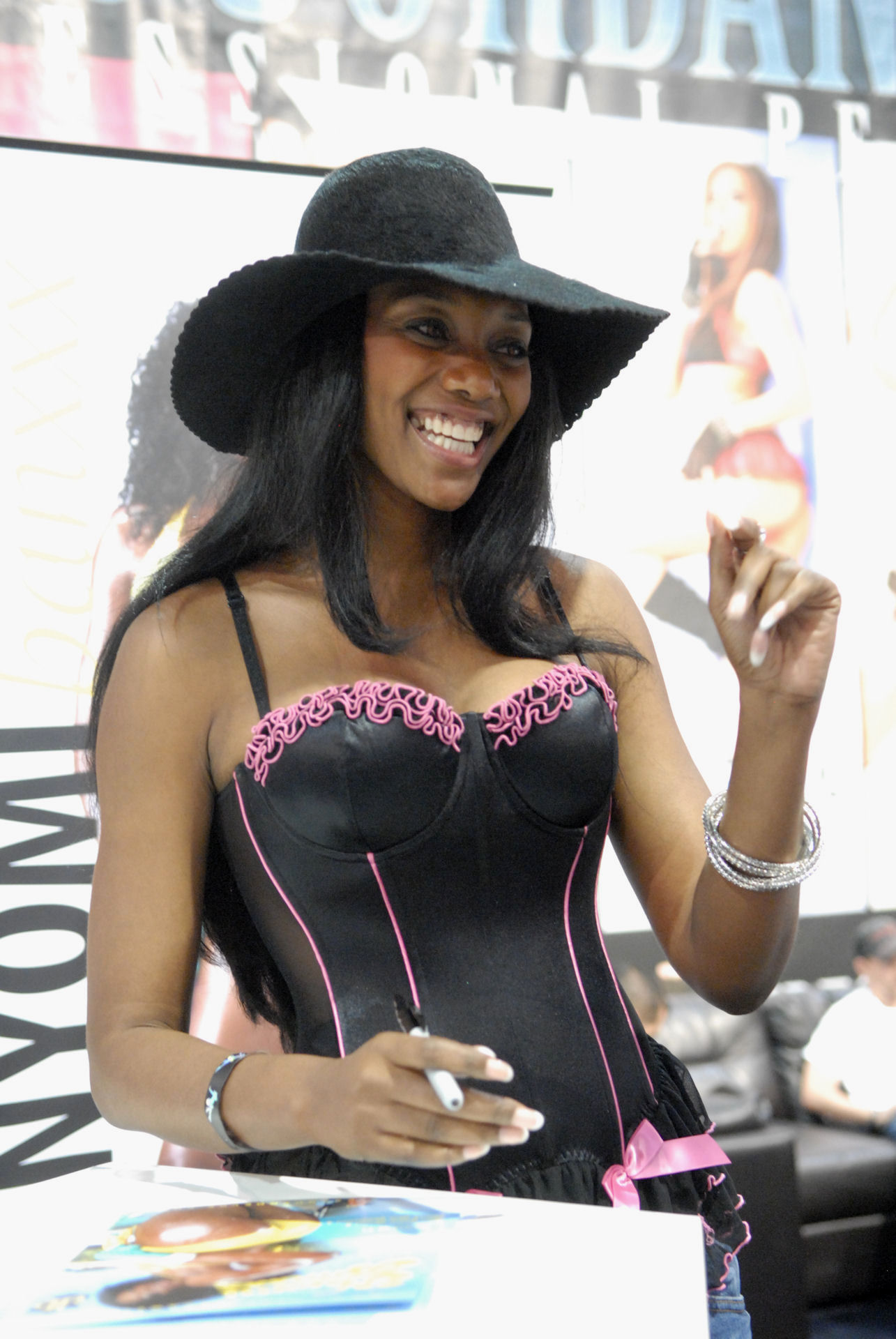
Банкс в 2010 году

| Год  | Церемония      | Номинация                                 | Работа                                        | Результат |
| ---- | -------------- | ----------------------------------------- | --------------------------------------------- | --------- |
| 2007 | AVN Award      | Лучшая сцена орального секса (Фильм)      | Manhunters                                    | Номинация |
| 2009 | Urban X Award  | Лучшая милфа исполнительница              |                                               | Победа    |
| 2010 | AVN Award      | Лучшая оригинальная песня                 | «Goin' on In» in The Jeffersons: A XXX Parody | Номинация |
| 2011 | XRCO Award     | Невоспетая сирена                         |                                               | Номинация |
| 2011 | XBIZ Award     | Лучший актерский спектакль года (Женщина) | Official Friday Parody                        | Номинация |
| 2011 | AVN Award      | Лучшая актриса                            | Fatally Obsessed                              | Номинация |
| 2011 | AVN Award      | Невоспетая старлетка года                 |                                               | Номинация |
| 2011 | AVN Award      | Лучшая сцена орального секса              | Throat Injection 3                            | Номинация |
| 2011 | Urban X Awards | Исполнительница года                      |                                               | Победа    |
| 2011 | Urban X Awards | Лучшая сцена анального секса              | Dynamic Booty 5                               | Победа    |
| 2013 | XBIZ Award     | Лучшая женская роль — Пародийный релиз    | Training Day: A Pleasure Dynasty Parody       | Номинация |

## Фильмография
- Bad Black Mothers On White Teens (2012)
- Black Anal Beauties (2011)
- Black Fuck Faces (2012)
- Brown Bunnies 3 (2011)
- Club Elite (2011)
- Desperate Blackwives 6 (2010)
- Here Cums The Bride (2012)
- Kimberly Kane’s Been Blackmaled (2011)